# Пиеве ди Теко
Пиѐве ди Тѐко (на италиански: Pieve di Teco; на лигурски: Cève, Чеве) е село и община в Северна Италия, провинция Империя, регион Лигурия. Разположено е на 240 m надморска височина. Населението на общината е 1409 души (към 2011 г.).